# Anton Brentano-Berna
Anton Maria Brentano-Berna (* 4. Januar 1777 in Frankfurt am Main; † 11. Oktober 1832 auf Gut Hattenheim (Rheingau)) war ein deutscher Kaufmann und Abgeordneter aus der Familie Brentano.

## Leben
Brentano heirate Anna Gertrude Berna und nannte sich dann Brentano-Berna um Verwechselungen mit seinen Namensvettern zu vermeiden. Der gemeinsame Sohn Anton Johann Brentano wurde am 3. Juli 1857 in den österreichischen Freiherrenstand erhoben.
Brentano lebte als Kaufmann in Frankfurt am Main. Er war Miteigentümer der Firma Joseph Brentano, die mit Spezerei- und italienischen Waren handelte. Von 1823 bis 1827 war er Mitglied der Frankfurter Handelskammer.
Von 1824 bis 1827 war er Mitglied im Gesetzgebenden Körper der Freien Stadt Frankfurt.